# 26057 Ankaios
26057 Ankaios (4742 T-2) là một thiên thể Troia của Sao Mộc.